# Оффут (авіабаза)
Авіаба́за Оффут (англ. Offutt Air Force Base, (IATA: OFF, ICAO: KOFF, FAA ідент. місц.: OFF) — діюча військово-повітряна база Повітряних сил США розташована поблизу міста Омаха між округами Белв'ю та Сарпі, штат Небраска. За станом на 2019 рік база є пунктом постійної дислокації Стратегічного повітряного командування, 557-го метеорологічного та 55-го крил Бойового Командування Повітряних сил США.

## Зміст
Авіаційна база Оффут була заснована у вересні 1918 року як навчальне поле для дирижаблів авіаційної служби Армії США. У 1924 році навчальний аеродром назвали ім'ям першого лейтенанта Джарвіса Оффута, уродженця Омахи, котрий загинув у повітряному бою на Західному фронтові в серпні 1918 на своєму літаку S.E.5.
Після Другої світової війни, 9 листопада 1948 року, авіабаза Оффут була обрана місцем дислокації штаб-квартири Стратегічного повітряного командування, через те, що вона по суті знаходиться в центрі Сполучених Штатів, поза межами дальності польоту важких бомбардувальників противника того часу, що могли нести ядерну зброю на борту.
1 червня 1992 року, у зв'язку із закінченням Холодної війни, Стратегічне командування Повітряних сил було розформоване та перетворене на Стратегічне командування США.

## Дислокація
На авіаційній базі Оффут за станом на 2016 рік базуються формування Бойового Командування Повітряних сил США, а також окремі частини та формування інших видів збройних сил США.
Основні формування:
- 55-е крило;
- 557-е метеорологічне крило.

## Галерея

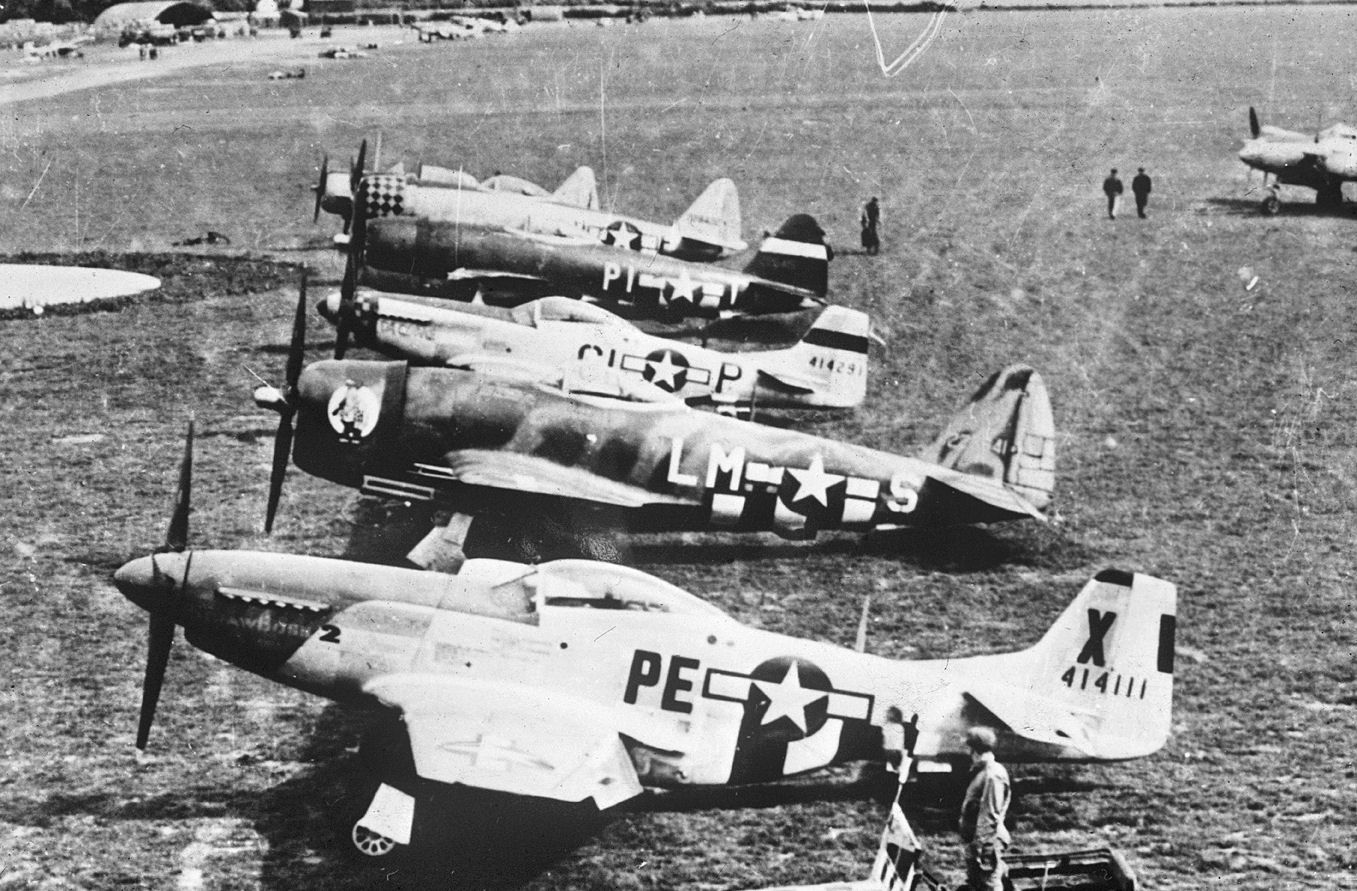
Винищувачі часів Другої світової війни P-51 Mustang та P-47 Thunderbolt на аеродромі. 1944
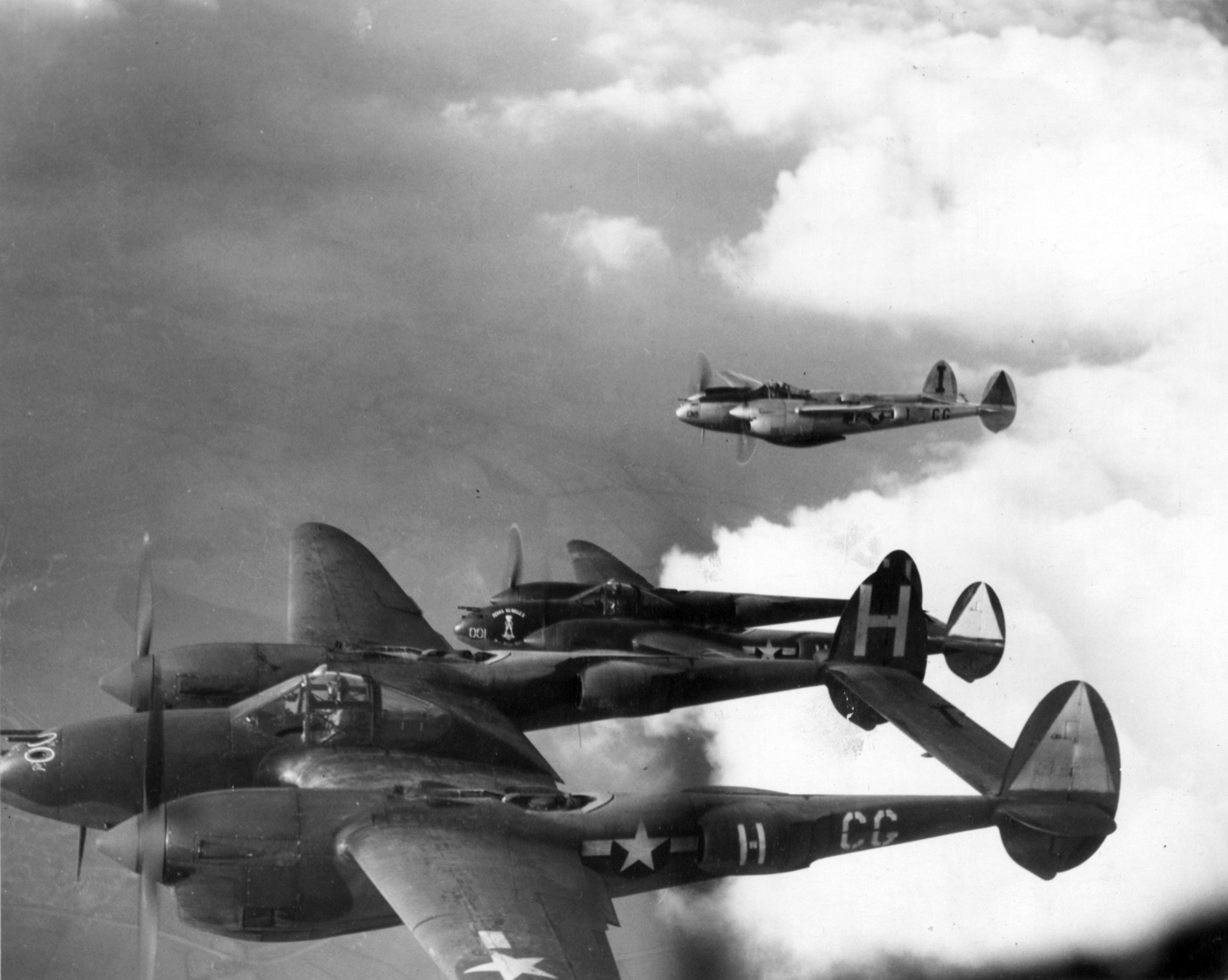
Винищувачі P-38 Lightning з 55-го крила в польоті над Англією. Друга світова війна
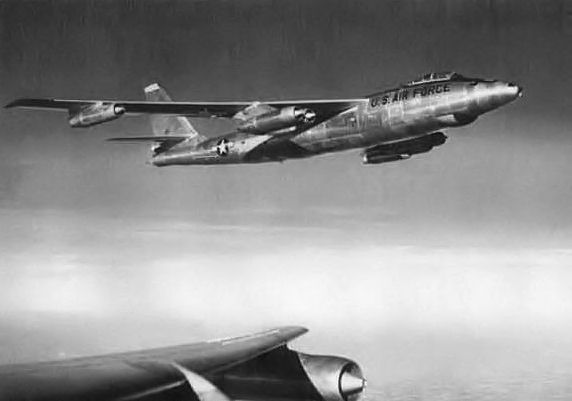
Стратегічний розвідувальний літак B-47 Stratojet з авіабази Оффут у польоті. 1950-ті роки
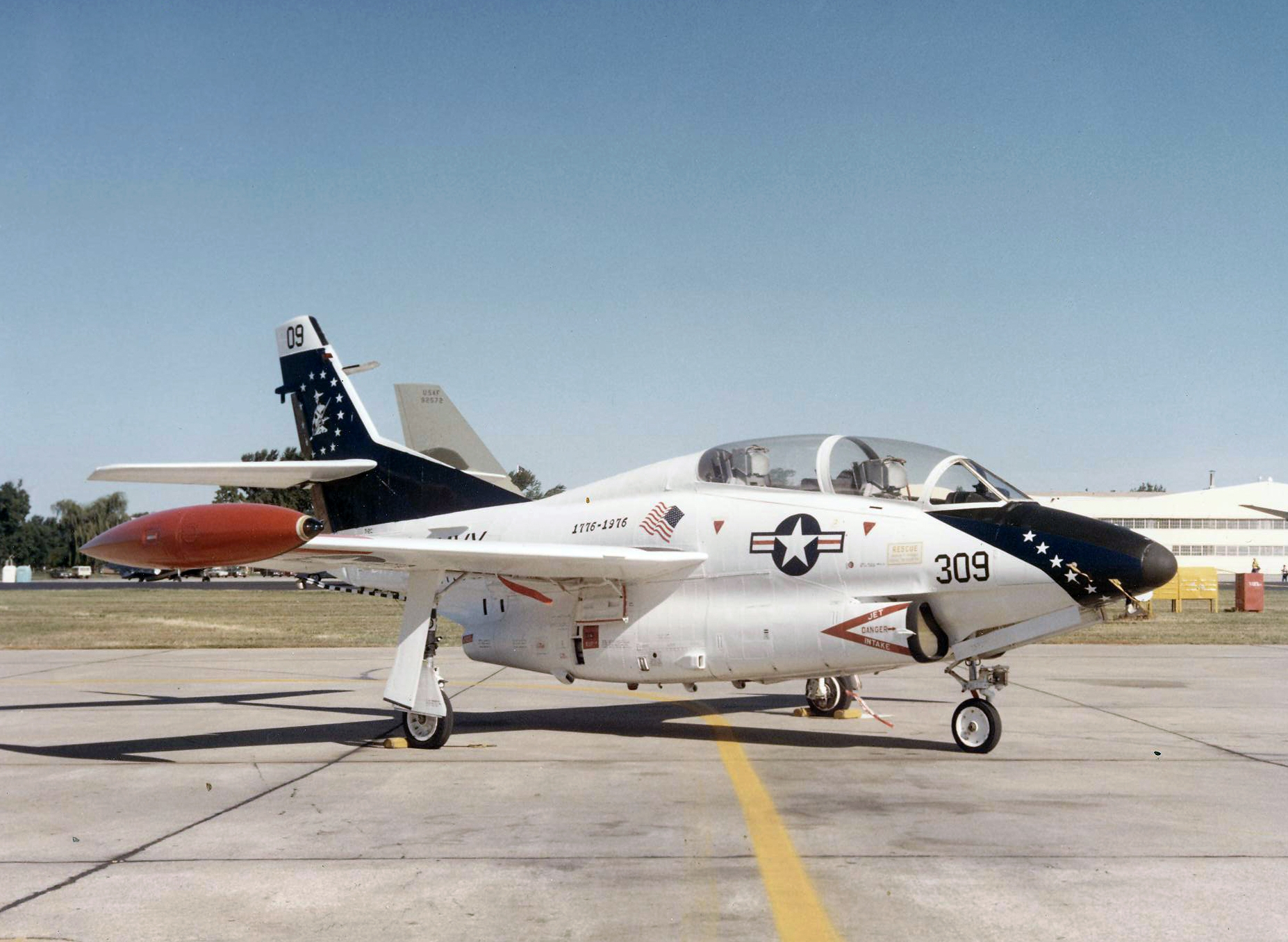
Навчально-тренувальний літак T-2C на стоянці на авіабазі. 11 липня 1976
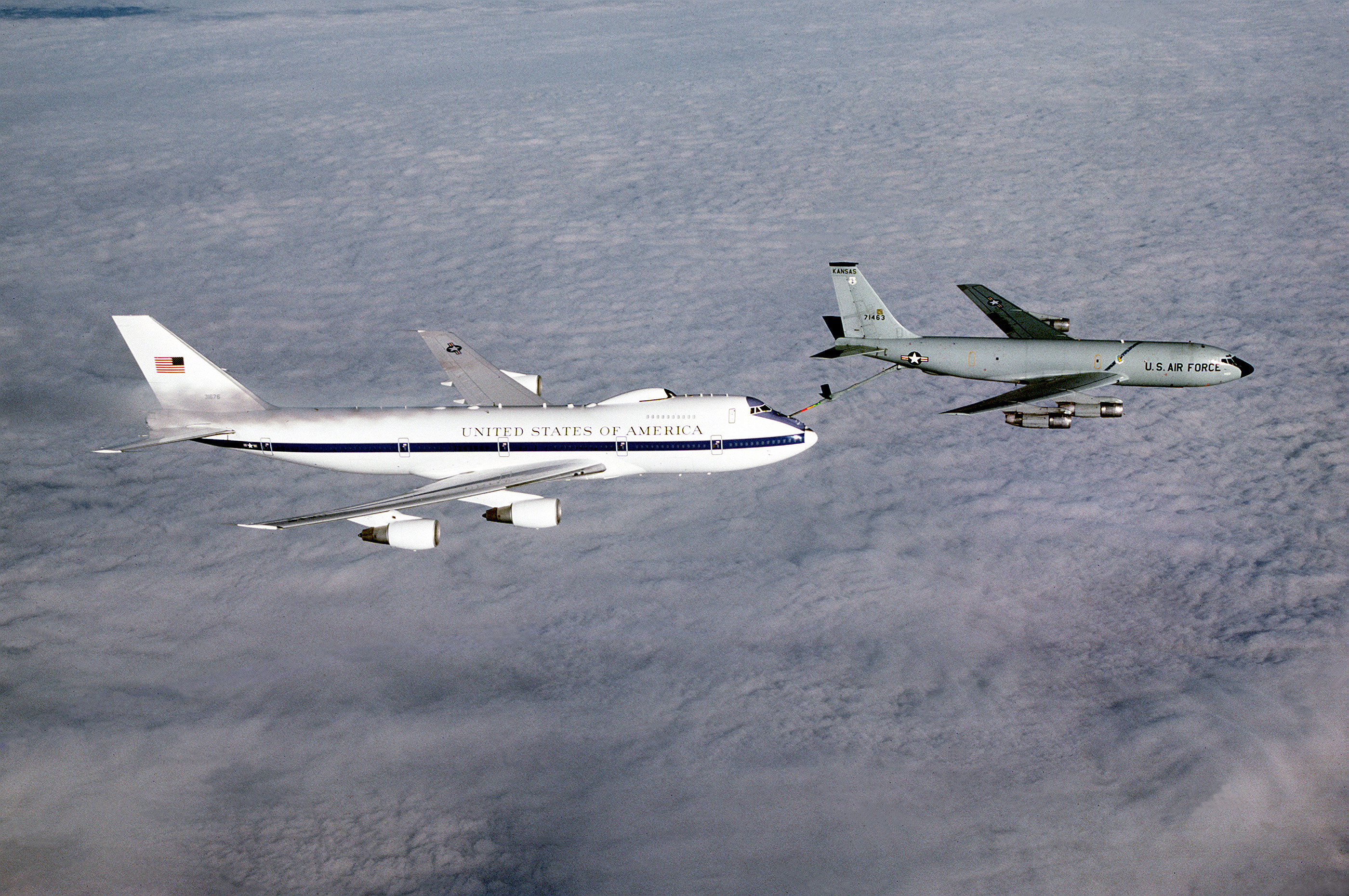
Повітряний командний пункт E-4B здійснює дозаправлення у повітрі з літака-танкера KC-135 Stratotanker. 1 грудня 1984
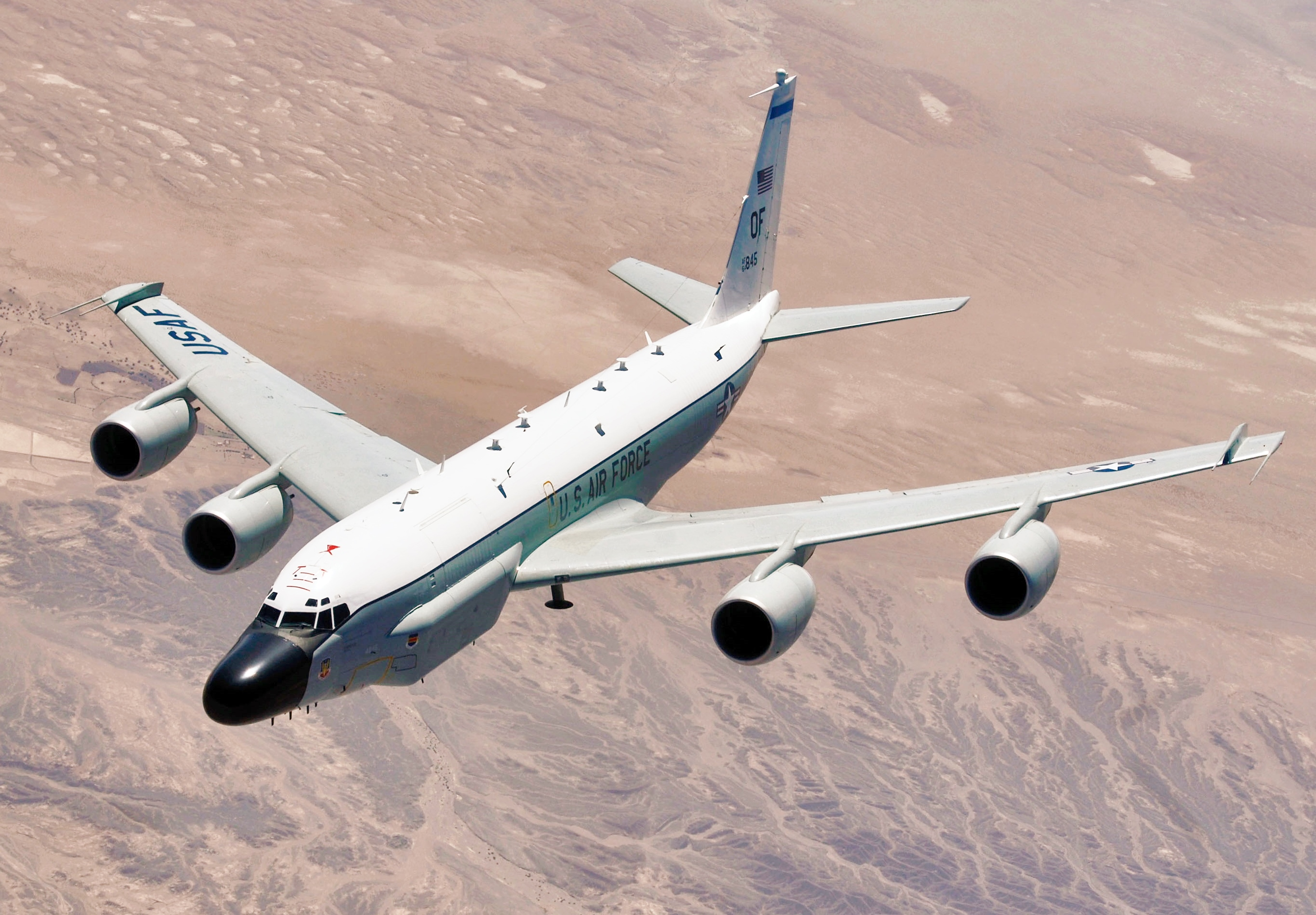
Розвідувальний літак RC-135 на польоті. 14 березня 2006
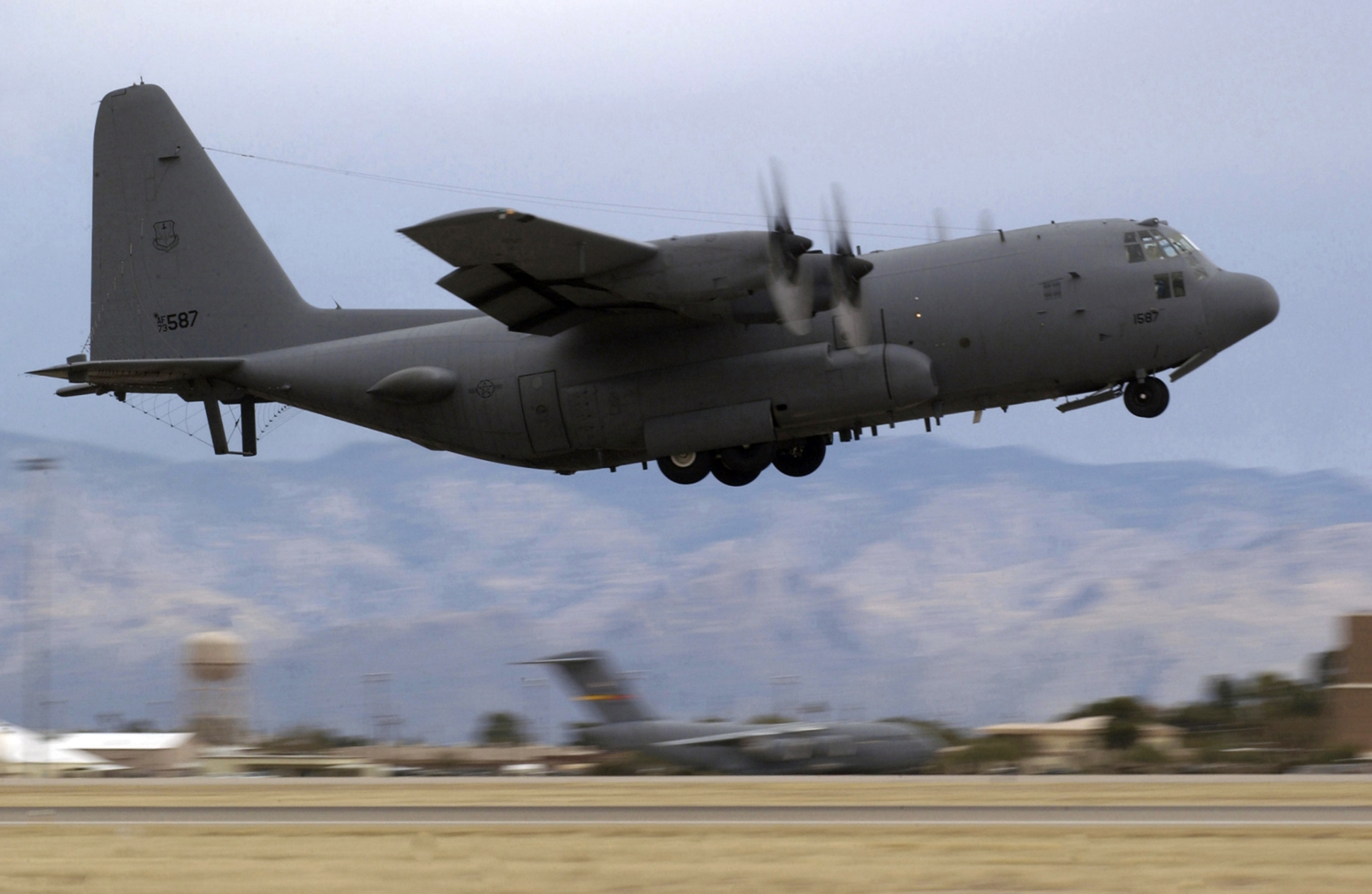
Літак радіоелектронної боротьби EC-130H 41-ї ескадрильї РЕБ злітає з авіабази Девіс-Монтен. 18 лютого 2007
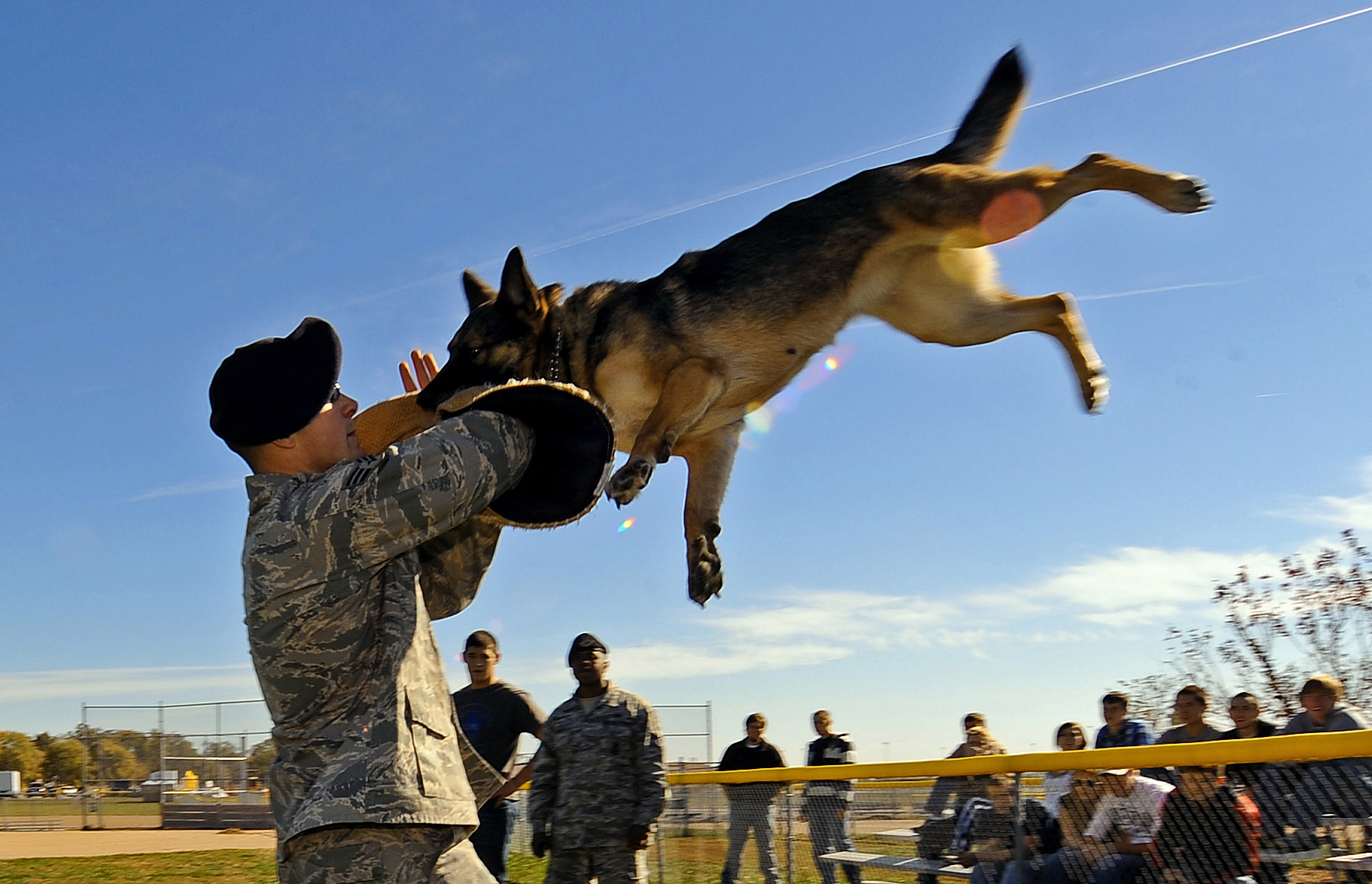
Тренування бойового собаки на авіабазі. 20 жовтня 2010
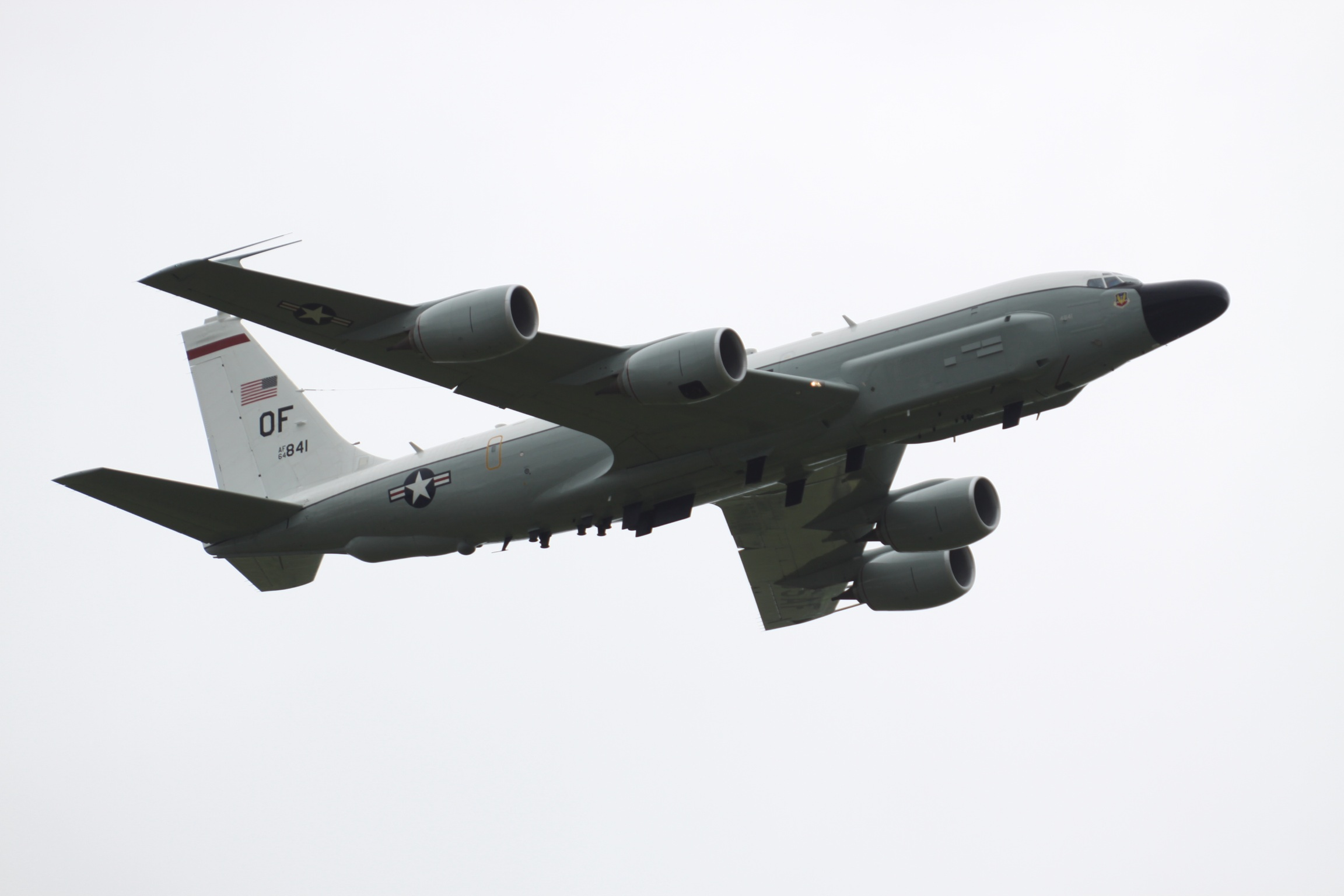
Літак радіоелектронної розвідки RC-135V/W Rivet Joint з Оффут на британській авіаційній базі Ваддінгтон. 1 липня 2012
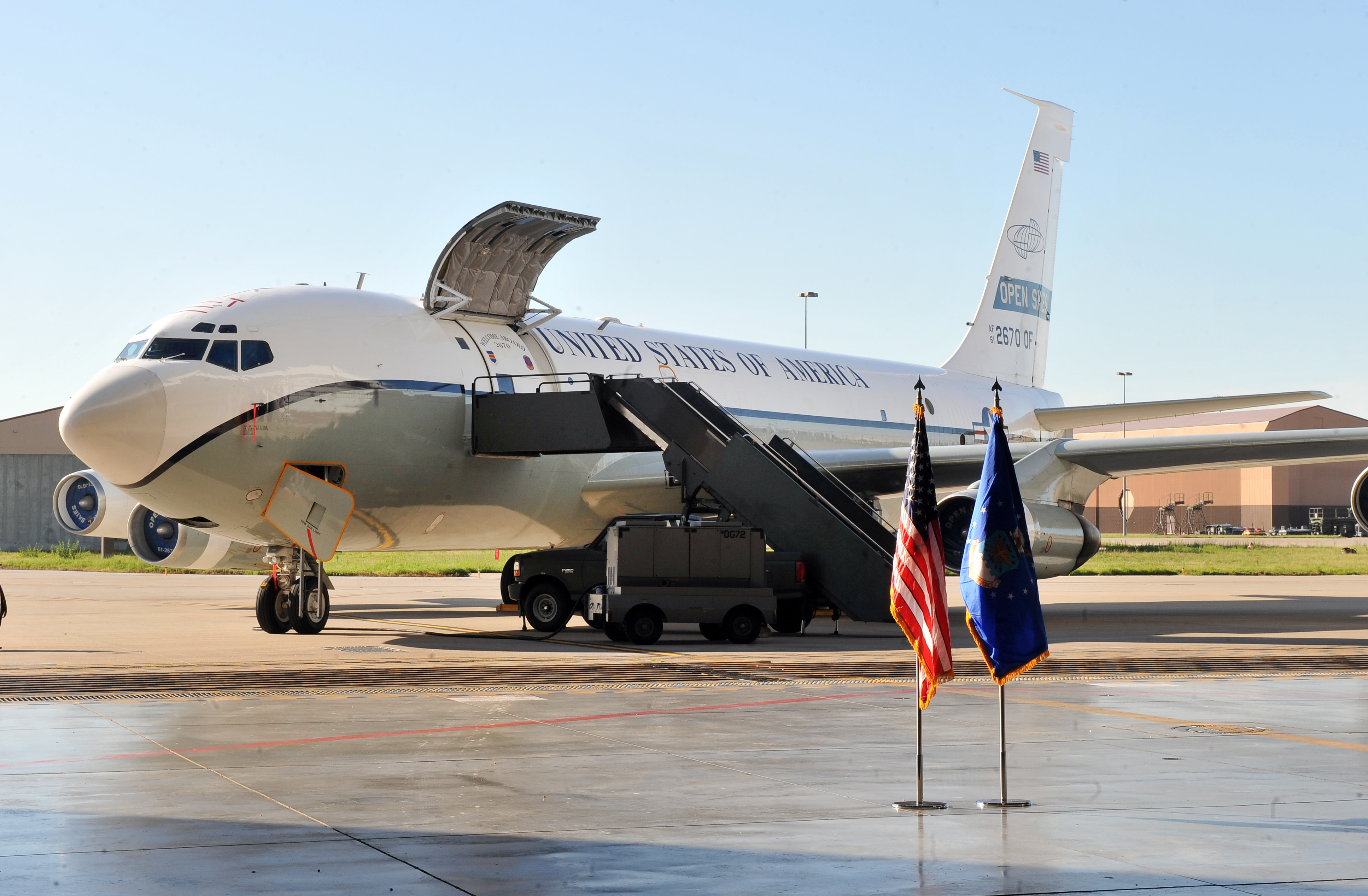
Літак спостереження OC-135B Open Skies на злітній смузі авіабази. 30 липня 2015